# 苻承祖
苻 承祖（ふ しょうそ、生没年不詳）は、北魏の宦官。略陽郡の氐の出身。

## 経歴
事件に連座して宮刑を受け、宦官となった。文明太后に気に入られて、御厩令から中部給事中・散騎常侍・輔国将軍となり、略陽侯の爵位を受け、典選部事を兼ねた。中部のまま吏部尚書に転じた。孝文帝はかれのために一級の邸宅を造らせ、たびたびその邸を訪問した。承祖は爵位を略陽公に進め、安南将軍の号を受け、侍中の任を加えられ、知都曹事をつとめた。かつて承祖は文明太后の腹心の任にあったため、死罪を許す詔を受けていた。後に承祖が不正蓄財の罪で死罪に相当したときも、孝文帝は承祖の一命を許して、職を削って在家での禁錮に留めた。悖義将軍・佞濁子という不名誉な称号を受け、1月あまりして死去した。

## 伝記資料
- 『魏書』巻94 列伝第82
- 『北史』巻92 列伝第80